# Get Up (canción de 50 Cent)
«Get Up» es un sencillo del rapero 50 Cent publicado solamente para su descarga digital el 7 de octubre de 2008. Fue producido por Scott Storch.

## Concepto
El sencillo primero fue lanzado en el MySpace oficial del rapero y también en su comunidad personal de internet, ThisIs50.com, siendo después lanzado en su cuenta de YouTube, aunque el video puede descargarse de su cuenta. La canción fue lanzado en iTunes el 14 de octubre de 2008. El 30 de octubre del 2008, Universal Music Group lanzó la versión explícita en su cuenta de YouTube. También disponible en formato 12".

## Video musical
El video, inspirado en la película de Will Smith, "Soy Leyenda", fue lanzado el 6 de noviembre del mismo año.

## Posicionamiento
| Listas (2008)                        | Posiciones |
| ------------------------------------ | ---------- |
| ARIA Charts                          | 73         |
| Canadian Hot 100>                    | 31         |
| European Hot 100 Singles             | 63         |
| Irish Singles Chart                  | 33         |
| UK Singles Chart                     | 24         |
| U.S. Billboard Hot 100               | 44         |
| U.S. Billboard Hot R&B/Hip-Hop Songs | 23         |
| U.S. Billboard Hot Rap Tracks        | 9          |
| U.S. Billboard Pop 100               | 51         |

- Datos: Q1519925